# 庫斯科 (印第安納州)
庫斯科（英語：Cuzco）是位於美國印地安納州杜波伊斯縣的一個非建制地區。該地的面積和人口皆未知。